# 조수나
조수나(1973년 9월 26일 ~ )은 대한민국의 극작가이자 디자이너, 기획자이다. 2007년 뮤지컬 《컨츄리보이 스캣》으로 작가 데뷔했다. 현재 별별창작소 소속이다.

## 학력
- 한양대학교 ERICA 일어일문과 학사
- 한양대학교 ERICA 산업디자인학과 학사

## 극작작품

### 공연
- 2018년 창작연희극《궁궐침범》 (2018 전통연희활성화사업 창작연희작품 선정작)
- 2010년 댄스극 《빗자루맨》
- 2007년 뮤지컬 《컨츄리보이 스캣》 (CJ뮤지컬쇼케이스 선정작)

## 기획·디자인 작품

### 공연
- 2019년 2018 창작산실 올해의 신작 연극 《빌미》 - 기획, 홍보/디자인, 티켓매니지먼트
- 2019년 넌버벌 희비극 《마마》 - 기획, 홍보/디자인
- 2018년 연극 《엄마는 오십에 바다를 발견했다》 - 기획, 홍보/디자인
- 2018년 창작연희극 《궁궐침범》 - 기획, 홍보/디자인
- 2015년 홀로그램드로잉쇼 《렛츠고》 - 조연출
- 2010년 모노뮤지컬 《아네모네 마담》 - 기획, 홍보/디자인
- 2010년 무용극 《빗자루를 든 사나이》 - 기획, 홍보/디자인
- 2010년 댄스극 《빗자루맨》 - 기획, 홍보/디자인
- 2009년 별똥별 프로젝트 광대무용극 《일회용 히어로》 - 디자인
- 2008년 연극 《로미놈줄리놈》 - 기획, 홍보/디자인
- 2006년 댄서라 우기는 사람들 무용극 《나는 천사를 믿지 않지만》 - 기획, 홍보/디자인